# Symphyodon scaber
Symphyodon scaber là một loài rêu trong họ Daltoniaceae. Loài này được Tixier S. He & Snider mô tả khoa học đầu tiên năm 1992.